# Тогодумн
Тогодумн — вождь племени катувеллаунов во времена покорения Британии римлянами. Традиционно считается, что Тогодумн сражался против римлян вместе со своим братом Каратаком и погиб в 43 году в начале завоевания, однако некоторые исследователи отождествляют его с Тиберием Клавдием Тогидубном предполагая, что он перешёл на сторону римлян и впоследствии стал правителем клиентского царства.

## Биография
Тогодумн был сыном Кунобелина, а также имел братьев Каратака и Админия. Информация о деятельности Тогодумна известна благодаря свидетельству в «Римской истории» Кассия Диона. Согласно ему Тогодумн возглавлял вместе с Каратаком сопротивление в начале римского вторжения в Британию, однако погиб вскоре после поражения в битве с Авлом Плавтием в 43 году. Как пишет Дион, это событие сплотило бриттов в желании отомстить за смерть Тогодумна и их ожесточённое сопротивление вынудило Плавтия остановить продвижение войск и запросить у Клавдия подкреплений.

## Альтернативные версии
Некоторые современные историки высказывают предположение, что в сообщении Диона имеется ошибка и на самом деле Тогодумн после битвы с Плавтием не погиб. Так, Дж. Хинд утверждает, что Дион, писавший по-гречески, мог неточно перевести сообщение латинского источника, использовав слово φθαρεντὸς, которое означает «погибнуть», для передачи имеющего больше семантических нюансов латинского слова amisso, которое, подобно слову «потерять [кого-либо]», может как иметь, так и не иметь коннотацию смерти, подразумевая в этом случае недоступность человека по иным причинам. Таким образом, в гипотетическом первоисточнике речь могла идти о том, что Тогодумн был «потерян» не как погибший, а как потерпевший поражение в бою. При этом, поскольку Дион писал свою «Римскую историю» спустя полтора века после событий, он включал в свой труд только события крупного масштаба, поэтому дальнейшая судьба Тогодумна после поражения его уже не интересовала.
В случае принятия данной теории становится возможным следующее предположение — о тождественности Тогодумна и упоминаемого в «Жизнеописании Юлия Агриколы» римского историка Тацита бриттского царя Тогидумна, поскольку «Тогодумн» и «Тогидумн» бесспорно являются формами одного и того же кельтского имени. В пользу правдоподобности этой гипотезы говорит то, что в Римской Империи практика использования побеждённых, но сговорчивых правителей в качестве управляющих на своих же землях, была достаточно распространена.